# 텍스 머피
《텍스 머피》(Tex Murphy)는 크리스 존스가 설계한 어드벤처 게임 시리즈이자 그 주인공이다. 주인공 텍스 머피는 사립탐정으로, 핵전쟁 이후 샌프란시스코를 배경으로 한 누아르 겸 사이버펑크 게임이다.